# Modisimus ovatus
Modisimus ovatus is een spinnensoort uit de familie trilspinnen (Pholcidae). De soort komt voor in Cuba.